# Žernov (Liberec)
Žernov é uma comuna checa localizada na região de Liberec, distrito de Semily.